# Arnold Mathew
Arnold Harris Mathew (ur. 6 sierpnia 1852, Montpellier  – zm. 21 grudnia 1919, South Mimms) – biskup Kościoła Starokatolickiego w Zjednoczonym Królestwie Wielkiej Brytanii.
Zanim Arnold Harris Mathew przystąpił do wspólnoty starokatolickiej był suspendowanym kapłanem rzymskokatolickim. W 1908 został on wyświęcony na biskupa przez Kościół Starokatolicki w Holandii jako zwierzchnik misji w Anglii. Jego głównym konsekratorem był abp Gerard Gul wraz z asystencją bpa Jakuba Jana van Thiela, bpa Mikołaja Spita oraz bpa Józefa Demmela.
5 października 1909 konsekrował wraz abpem Gerardem Gulem oraz biskupami: Jakubem van Thielem z Haarlemu, Mikołaja Spitem z Deventer, Józefa Demmelem z Bonn, Jana Marię Michała Kowalskiego z Kościoła Starokatolickiego Mariawitów.
Arnold Mathew formalnie utworzył Kościół Starokatolicki w Zjednoczonym Królestwie Wielkiej Brytanii, który przez pewien czas był częścią Unii Utrechckiej Kościołów Starokatolickich. 29 grudnia 1910 ogłosił dla swojego kościoła niezależność od Unii Utrechckiej z powodu niezgód z pewnymi praktykami i dyscyplinami, które odbierane były jako odejście od katolickiej tradycji, tak jak wzrastająca tendencja przesadnego oddawania czci relikwiom i świętym. Dzisiejszym kontynuatorem misji biskupa Mathewa jest Kościół Starokatolicki Ameryki Północnej, który w swojej sukcesji urzędu i nauczania odnosi się do osoby Arnolda Mathewa.